# Torrehermosa
Torrehermosa är en kommun i Spanien.   Den ligger i provinsen Provincia de Zaragoza och regionen Aragonien, i den centrala delen av landet, 160 km nordost om huvudstaden Madrid.